# DT-54

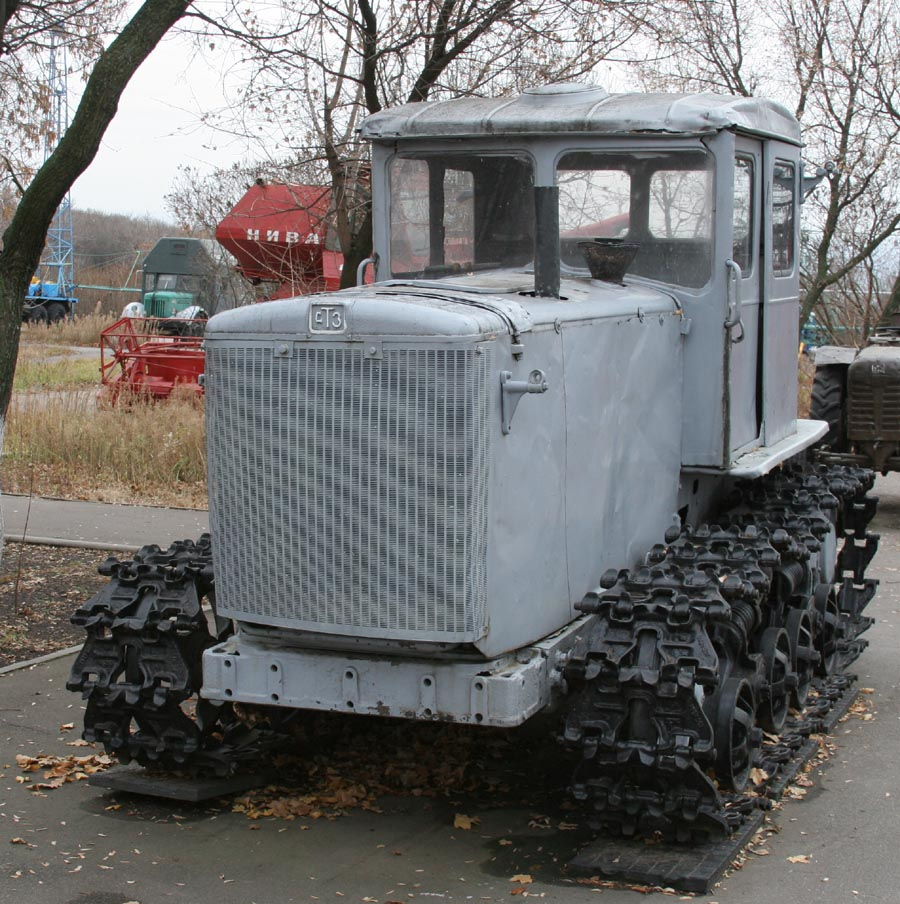
DT-54

DT-54(러시아어: ДТ-54)는 1949년부터 1979년까지 소련의 우크라이나 하르키우 트랙터 공장에서 제작된 트랙터이다. 일부 트랙터 제품은 러시아 볼고그라드에 위치한 스탈린그라드 트랙터 공장, 러시아 룹촙스크에 위치한 알타이 트랙터 공장에서 생산되었다. 여러 차례에 걸친 디자인 수정과 구조 개편을 거쳤기 때문에 일부 제품은 불도저로 분류되기도 한다.

## 사양
- 엔진: 4기통 디젤 엔진
- 인장력: 30 kN
- 길이: 3,660 mm
- 너비: 1,865 mm
- 높이: 2,300 mm
- 게이지: 1,435 mm
- 지상고: 260 mm
- 표준 타이어: 체인
- 최고 속도: 7.90 km/h
- 자체 중량: 5,400 kg
- 이전 모델: CHTS-NATI
- 후속 모델: T-74, DT-75, T-4